# 呂鳳章
呂鳳章（1915年10月10日—1981年9月2日），生於中國江蘇省丹陽縣，企業家，長期從事紡織業，是台灣最早從事人造纖維生產的企業家之一。

## 生平
畢業於清華大學機械工程系。畢業後進入南昌中央航空机械学校高級班第一期以交換學生身份至德國留學，畢業於阿亨工業大學，獲得德國國家特許工程師。回國後，任教於清華大學、西北工學院、西南聯合大學。
第二次世界大戰結束後，任大華紗廠工程師。隨後進入雍興實業，任廠長，後升任總工程師。
在國共內戰中，1948年，奉派負責將雍興實業的生產器材移到台灣，建立雍興實業台灣廠。隨後出任益民織布廠廠長。
1954年，參與中國人造纖維公司的創立，並加入中纖擔任經理。
1962年，擔任聯合耐隆公司總經理。
1964年至1968年間，擔任華夏塑膠公司董事長。
1967年，日本帝力公司出資，將中國人造纖維公司的合纖處獨立出來，建立華隆公司。呂鳳章擔任華隆公司總經理。
1968年，任華光工程公司董事長。
1976年，任聯成石油化學公司董事長。
1977年，華隆等五間公司在俞國華內閣主導下合併，成為華隆紡織，呂鳳章任董事長。
1981年，因身體狀況不佳，辭卸聯成石油化學與華隆紡織董事長。同年9月病逝。